# خوسيه لويس رودريغيز
خوسيه لويس رودريغيز (بالإسبانية: José Luis Rodríguez Francis) (و. 1998  م) هو لاعب كرة قدم، من بنما، ولد في مدينة بنما.

## روابط خارجية
- خوسيه لويس رودريغيز على موقع الاتحاد الدولي (مؤرشف)  (الإنجليزية)
- خوسيه لويس رودريغيز على موقع الاتحاد الأوربي (الإنجليزية)
- خوسيه لويس رودريغيز على موقع إي إس بي إن إف سي (الإنجليزية)
- خوسيه لويس رودريغيز على موقع قاعدة بيانات كرة القدم.إي يو (الإنجليزية)
- خوسيه لويس رودريغيز على موقع ناشيونال فوتبول تيمز (الإنجليزية)
- خوسيه لويس رودريغيز على موقع Soccerbase.com (لاعب) (الإنجليزية)
- خوسيه لويس رودريغيز على موقع Soccerway.com (الإنجليزية)
- خوسيه لويس رودريغيز على موقع عالم كرة القدم.نت (الإنجليزية)
- خوسيه لويس رودريغيز على موقع AS.com (الإسبانية)